# Riksdagsvalget i Sverige 1982
Riksdagsvalet i Sverige 1982 til Sveriges riksdag blev afholdt den 19. september 1982. For første gang siden 1976 fik Sverige en socialdemokratisk regering.

## Valgresultat
| Parti                 | Parti                        | Partiledere/Partiordførende | Stemmer             | Stemmer | Stemmer | Mandatfordeling | Mandatfordeling |
| Parti                 | Parti                        | Partiledere/Partiordførende | Antal               | %       | +− %    | Antal           | +−              |
| --------------------- | ---------------------------- | --------------------------- | ------------------- | ------- | ------- | --------------- | --------------- |
|                       | Socialdemokraterna           | Olof Palme                  | 2 533 250           | 45,61   | +2,37   | 166             | +12             |
|                       | Moderata samlingspartiet     | Ulf Adelsohn                | 1 313 337           | 23,64   | +3,30   | 86              | +13             |
|                       | Centerpartiet                | Thorbjörn Fälldin           | 859 618             | 15,48   | −2,59   | 56              | −8              |
|                       | Folkpartiet                  | Ola Ullsten                 | 327 770             | 5,90    | −4,69   | 21              | −17             |
|                       | Vänsterpartiet kommunisterna | Lars Werner                 | 308 899             | 5,56    | −0,05   | 20              | +0              |
|                       | Kristen demokratisk samling  | Alf Svensson                | 103 820             | 1,87    | +0,48   | —               | —               |
|                       | Miljöpartiet1                | —                           | 91 787              | 1,65    | —       | —               | —               |
|                       | Øvrige partier               | —                           | 16 113              | 0,29    | —       | —               | —               |
| Antal gyldige stemmer | Antal gyldige stemmer        | Antal gyldige stemmer       | 5 554 602           | 100,00  |         | 349             |                 |
| Ugyldige stemmer      | Ugyldige stemmer             | Ugyldige stemmer            | 52 001              |         |         |                 |                 |
| Totalt                | Totalt                       | Totalt                      | 5 606 603 (91,44 %) |         |         |                 |                 |

1Miljöpartiet havde hverken talsmænd eller partiledere på denne tid.